# ABe 8/12
ABe 8/12, znany również pod nazwą marketingową Stadler Allegra – seria wąskotorowych dwusystemowych trójczłonowych elektrycznych zespołów trakcyjnych eksploatowanych przez szwajcarską firmę Rhätische Bahn (RhB), największego przewoźnika w kantonie Gryzonia (Graubünden).

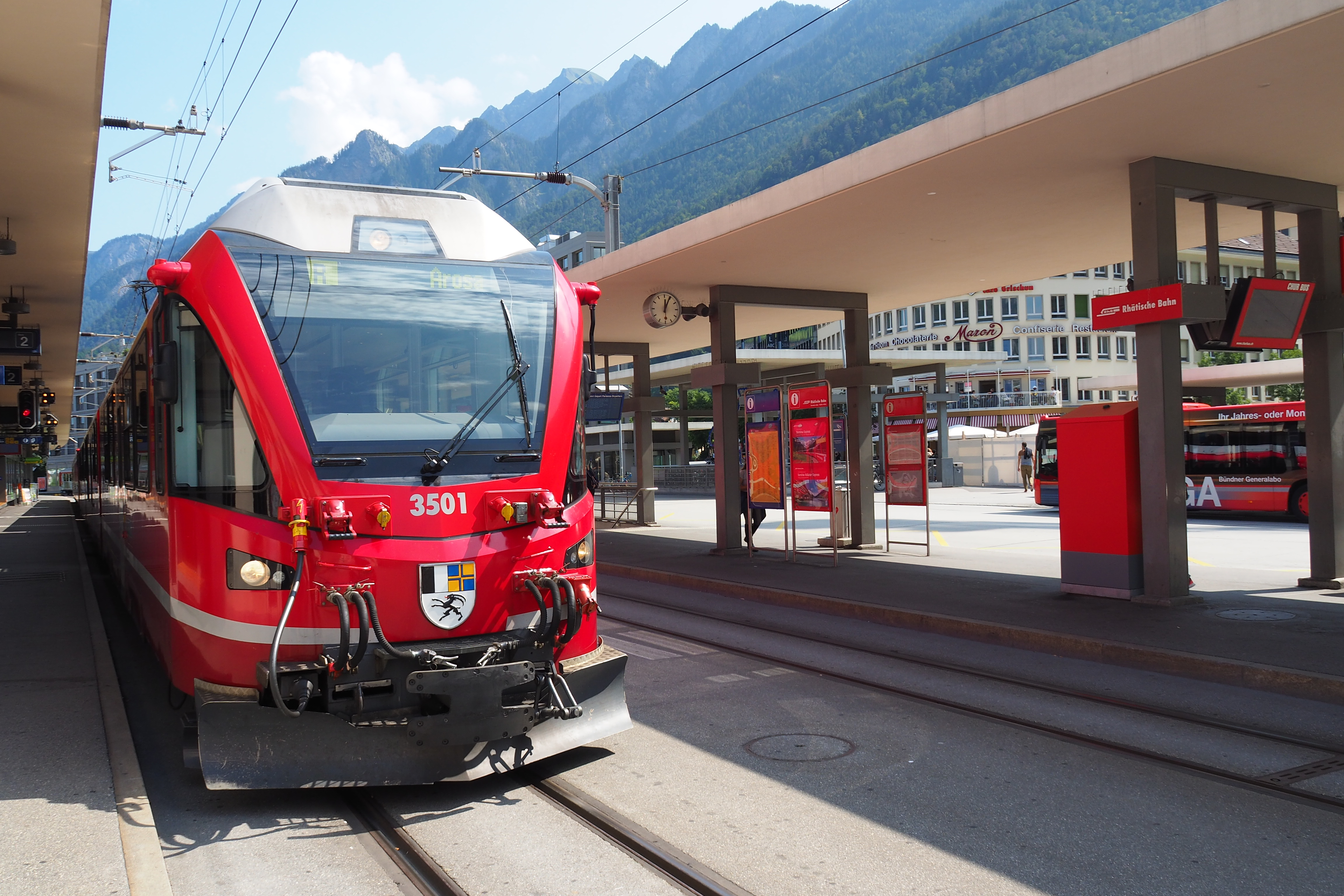
Pierwsza wyprodukowana Allegra o numerze 3501 na stacji Chur

Oznaczenie zostało stworzone według szwajcarskiego systemu klasyfikacji pojazdów trakcyjnych, a więc ABe 8/12 oznacza elektryczny zespół trakcyjny z miejscami pierwszej i drugiej klasy, z dwunastoma osiami, z czego osiem jest osiami napędzającymi. Jednostki posiadają numerację od 3501 do 3515.

## Konstrukcja

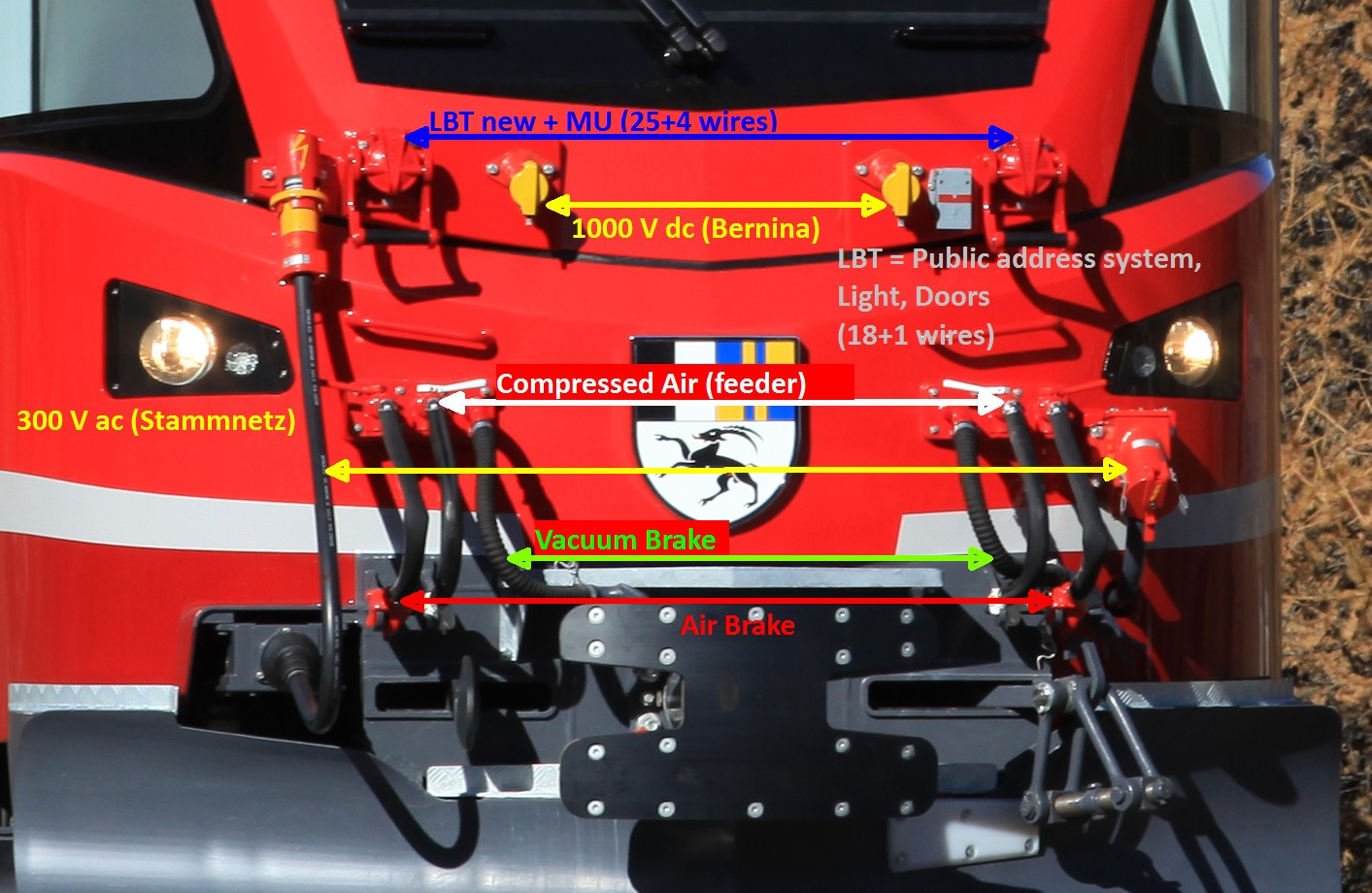
Czoło jednostki Allegra z opisami poszczególnych sprzęgów

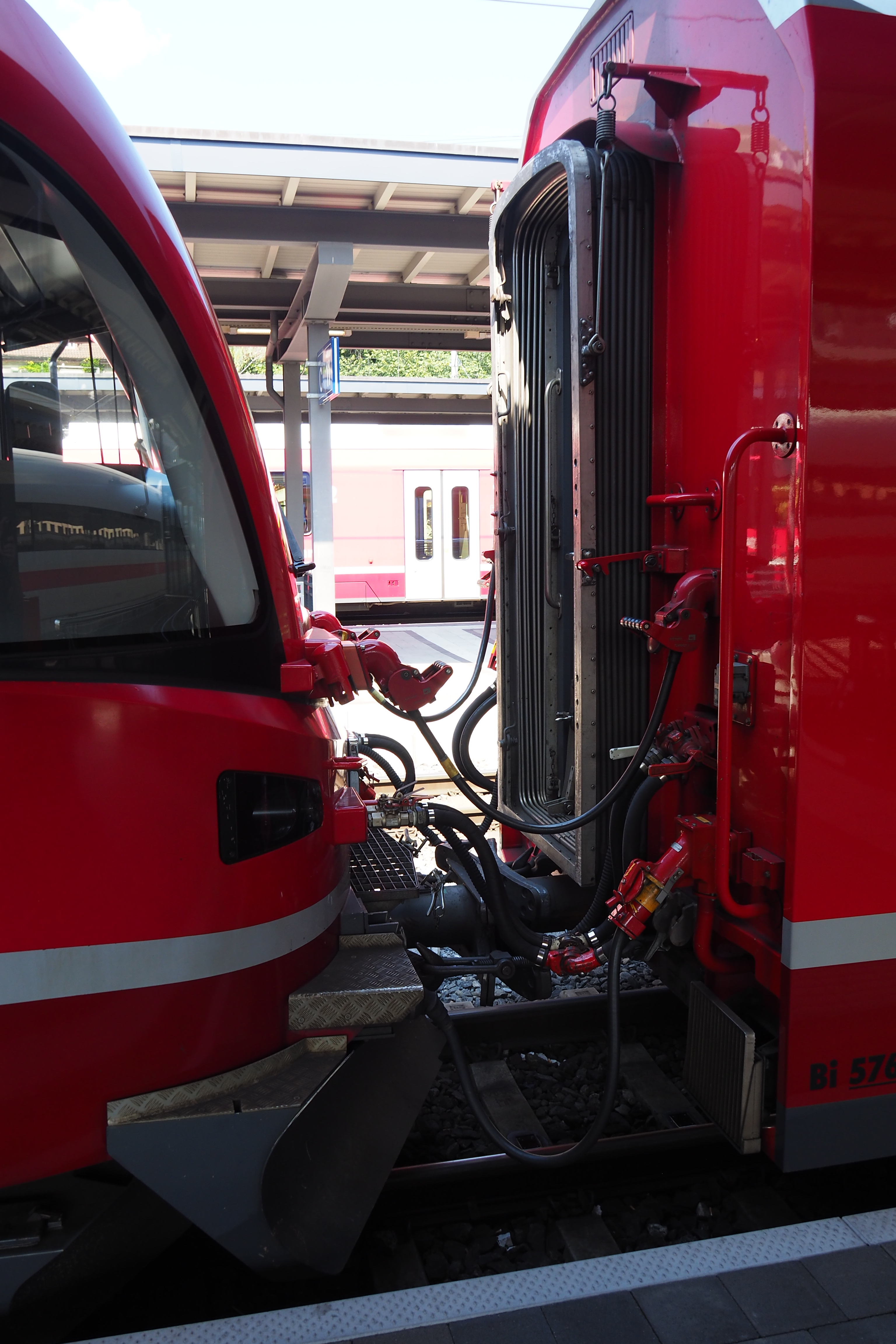
Sprzęgi łączące Allegrę z wagonami

ABe 8/12 były produkowane w latach 2009–2011. Są używane głównie na górskich, stromych liniach, m.in. linia Arosa, linia Bernina oraz linia Landquart – Davos. Są wyposażone w dwa systemy wysokiego napięcia, co pozwala na operowanie na obu napięciach stosowanych w Gryzonii – normalnych liniach RhB (11 kV 16,7 Hz AC) oraz na linii Bernina (1 kV DC).
Każdy zespół trakcyjny tej serii posiada trzy pantografy – po jednym na każdym końcu składu (napięcie 1 kV =) i jeden na członie środkowym (napięcie 11 kV ~). W czasie jazdy manewrowej lub w razie awarii można używać każdego odbieraka na oba warianty napięcia. Każda jednostka jest w całości klimatyzowana. Środowy człon doczepny ma część niskopodłogową, co czyni te składy dostępnymi dla osób niepełnosprawnych.

## Lista jednostek i ich nazw

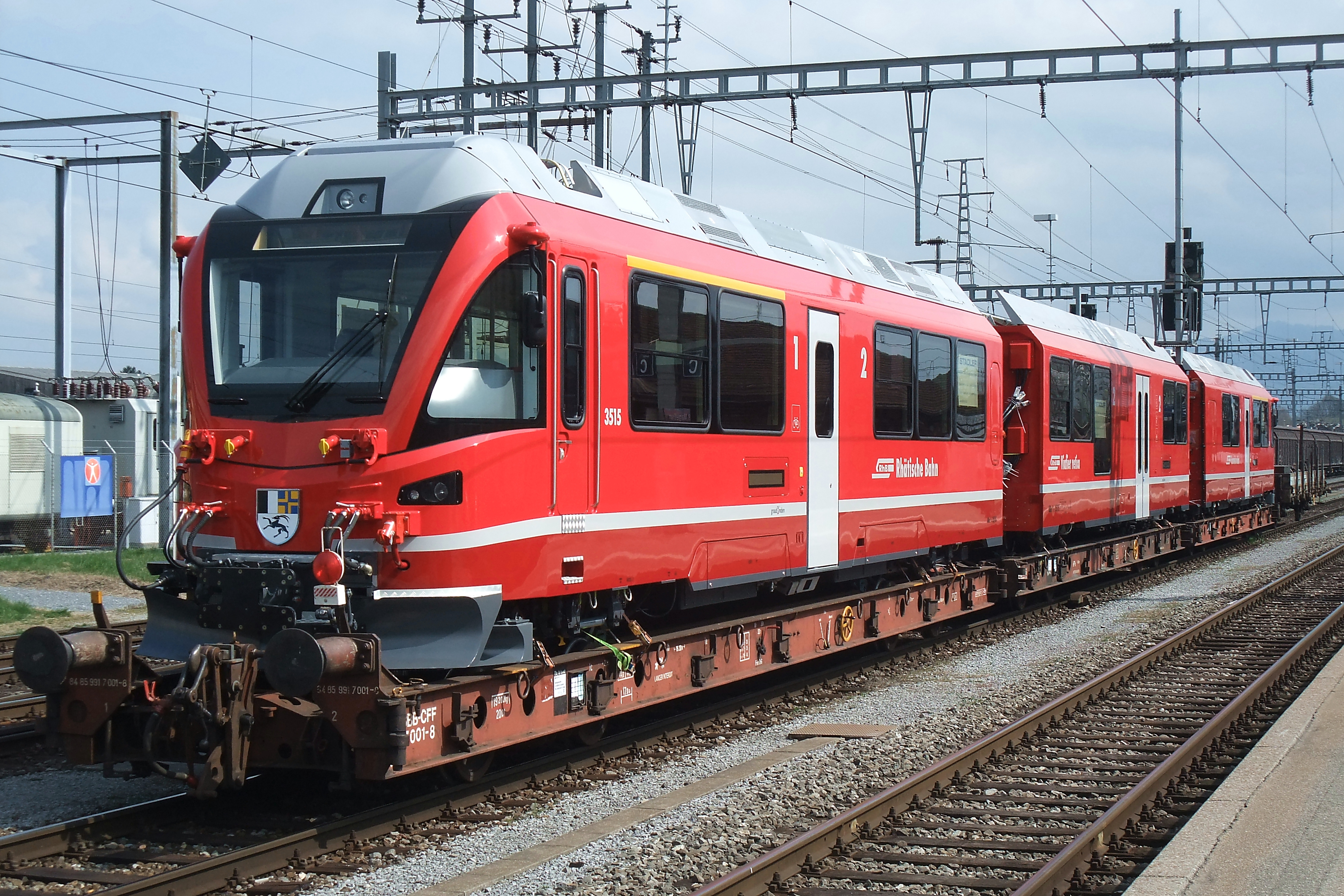
ABe 8/12 3515, ostatnia wyprodukowana jednostka tej serii, transportowana do bazy RhB

Wszystkie EZT zostały ochrzczone i otrzymały nazwy od znanych Szwajcarów oraz szwajcarskich konstruktorów.
| Numer | Nazwa               | Początek eksploatacji | Status   |
| ----- | ------------------- | --------------------- | -------- |
| 3501  | Willem Jan Holsboer | październik 2009      | w użyciu |
| 3502  | Friedrich Hennings  | listopad 2009         | w użyciu |
| 3503  | Carlo Janka         | marzec 2010           | w użyciu |
| 3504  | Dario Cologna       | kwiecień 2010         | w użyciu |
| 3505  | Giovanni Segantini  | kwiecień 2010         | w użyciu |
| 3506  | Anna von Planta     | lipiec 2010           | w użyciu |
| 3507  | Benedetg Fontana    | sierpień 2010         | w użyciu |
| 3508  | Richard Coray       | wrzesień 2010         | w użyciu |
| 3509  | Placidus Spescha    | listopad 2010         | w użyciu |
| 3510  | Alberto Giacometti  | listopad 2010         | w użyciu |
| 3511  | Otto Barblan        | grudzień 2010         | w użyciu |
| 3512  | Jörg Jenatsch       | styczeń 2011          | w użyciu |
| 3513  | Simeon Bavier       | styczeń 2011          | w użyciu |
| 3514  | Steivan Brunies     | marzec 2011           | w użyciu |
| 3515  | Alois Carigiet      | marzec 2011           | w użyciu |

## Rekord prędkości
Podczas testów, 5 grudnia 2009 roku Allegra osiągnęła prędkość 139 km/h, jednocześnie pobijając dotychczasowy rekord (134 km/h) jednostek wąskotorowych o rozstawie 1000 mm. Ponad rok później, 20 grudnia 2010 roku ABe 8/12 o numerze 3502 w czasie jazdy zorganizowanej na pożegnanie odchodzącego dyrektora spółki osiągnęła 145 km/h, ustanawiając kolejny rekord.